# Вулиця Андрія Чайковського (Тернопіль)
Вулиця Андрія Чайковського — вулиця в житловому масиві «Східний» міста Тернополя. Названа на честь українського письменника, громадського діяча, адвоката Андрія Чайковського.

## Відомості
Розпочинається від вулиці Андрія Малишка, пролягає на північ до проспекту Степана Бандери, де і закінчується. На вулиці розташовані переважно приватні будинки, є кілька багатоповерхівок. З заходу примикають вулиці Євгена Мєшковського та Глибока.

## Установи
- Нова пошта, відділення №12 (Андрія Чайковського, 40)

## Релігія
- Храм Покрови Пресвятої Богородиці (Андрія Чайковського, 1А)

## Транспорт
Рух вулицею — двосторонній, дорожнє покриття — асфальт. Громадський транспорт по вулиці не курсує, найближчі зупинки знаходяться на вулицях Слівенській та проспекті Степана Бандери.